# دیلیپ گورومورتی
دیلیپ گورومورتی (انگلیسی: Dilip Gurumurthy؛ زادهٔ ۱۸ سپتامبر ۱۹۵۶) بازیکن بسکتبال اهل هند بود. وی در بازی‌های المپیک تابستانی ۱۹۸۰ شرکت کرده‌است.